# Runschen
Runschen (parfois orthographié Rünschen) est un hameau de la commune francophone belge de Baelen, situé en Région wallonne dans la province de Liège.
Avant la fusion des communes en 1977, Runschen faisait déjà partie de la commune de Baelen.

## Situation
Runschen étire ses habitations principalement le long d'une rue en côte s'extrayant à la route nationale 61 (à la sortie du village de Baelen en direction de Limbourg) et menant vers le sud au plateau de La Misère où se trouve la ferme Haas. Le chemin des Passeurs (quartier récent) et le début du chemin de Hoevel font aussi partie du hameau qui compte au total environ 80 habitations. La partie haute du hameau est globalement de construction plus ancienne que la partie basse.
L'altitude varie de 250 m à la route nationale à 295 m sur les hauteurs du hameau. Le plateau de La Misère culmine à plus de 310 m.

## Patrimoine
La chapelle Sainte-Anne et Saint-Joachim se dresse au milieu du hameau. Bâtie en moellons de grès, elle possède un auvent et un minuscule clocheton à cheval. Elle a été restaurée en 1995 par les habitants du hameau eux-mêmes.